# Jełyzawetiwka (bohdaniwśkyj starostynśkyj okruh)
Jełyzawetiwka (ukr. Єлизаветівка) – wieś na Ukrainie, w obwodzie odeskim, w rejonie bołgradzkim, w hromadzie Borodino. W 2001 liczyła 340 mieszkańców.